# Puccinellia laurentiana
Puccinellia laurentiana — багаторічна трав'яниста рослина родини Тонконогові (Poaceae), поширена на північному сході Північної Америки.

## Поширення
Північна Америка: Ґренландія, пн.-сх. Канада.